# Władysław Ostrowski (poseł)
Władysław Ostrowski (ur. 1883 w Buczaczu) – polski urzędnik kolejowy, działacz społeczny, inżynier według zawodu. Poseł na Sejm Rzeczypospolitej Polskiej I kadencji (1922–1927).

## Życiorys
Kształcił się w C. K. Gimnazjum w Buczaczu, gdzie w 1900 ukończył VI klasę, w 1902 złożył maturę oraz otrzymał świadectwo dojrzałości. Potem został absolwentem wydziału inżynierii C. K. Szkoły Politechnicznej we Lwowie.
W początku września 1915 mianowany komisarzem kolejowym w Buczaczu. Przez pewien czas pracował jako naczelnik sekcji utrzymania dróg żelaznych w Buczaczu.
Był członkiem Rady miejskiej w mieście rodzinnym, prezesem zarządu powiatowego Polskiego Stronnictwa Ludowego „Piast” w Buczaczu.